# Sierpik barwierski

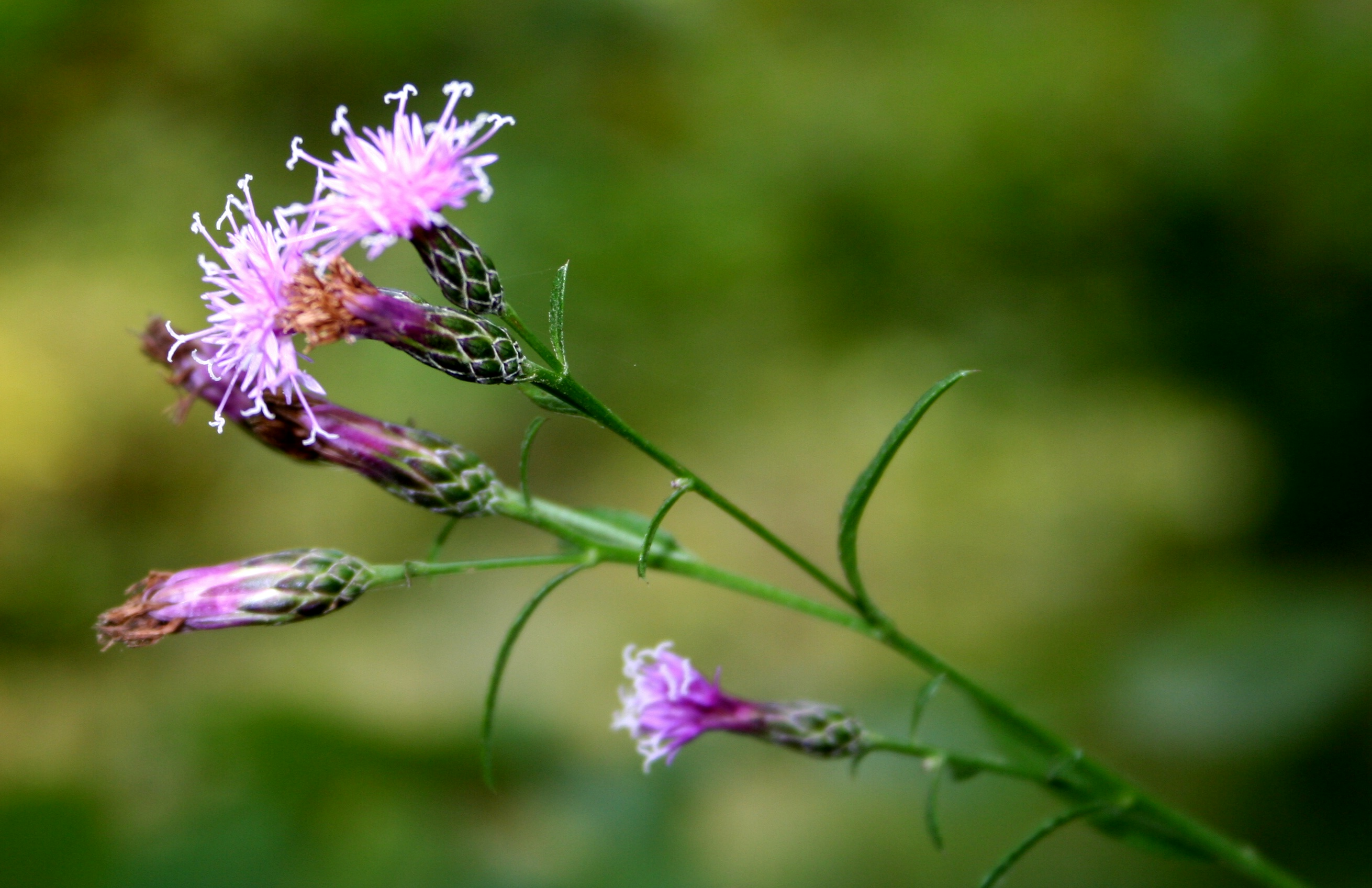
Koszyczki

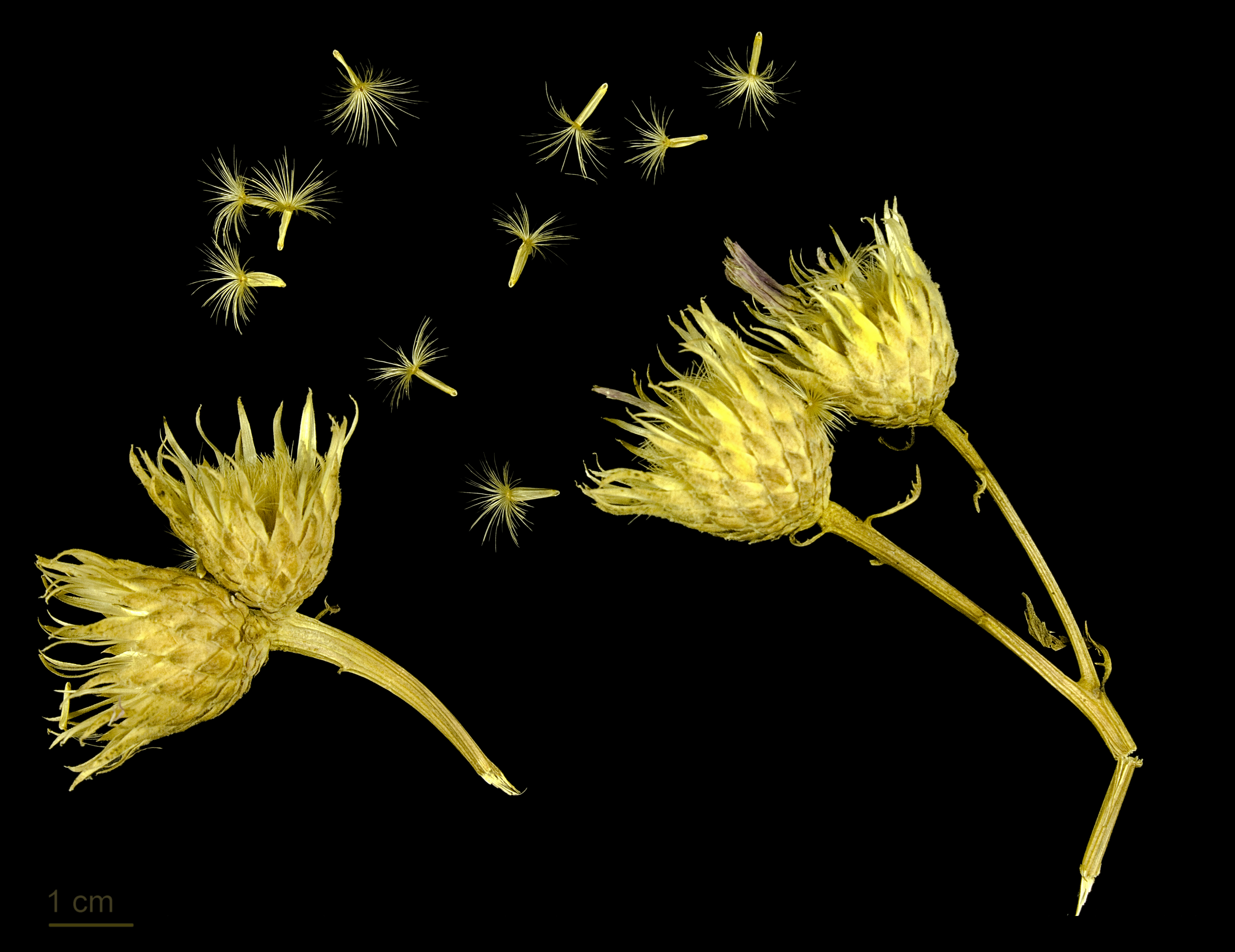
Owoce

Sierpik barwierski (Serratula tinctoria L.) – gatunek rośliny wieloletniej należący do rodziny astrowatych (Asteraceae). W Polsce występuje głównie na południu, na północy jest rzadki.

## Morfologia
ŁodygaWzniesiona, rozgałęziająca się w górnej części. Wysokość 30–100cm.
LiścieUlistnienie skrętoległe. Dolne liście lirowate, górne pierzastodzielne, ostro ząbkowane.
KwiatyPurpurowe, zebrane w drobne i liczne jajowatowalcowate koszyczki o średnicy 6–12 mm. Koszyczki tworzą podbaldach. Listki okrywy bez przydatków na szczycie i przeważnie fioletowo nabiegłe. W koszyczku wszystkie kwiaty jednakowe, rurkowate i zwykle obupłciowe.

## Biologia i ekologia
Bylina, hemikryptofit i geofit. Siedlisko: wilgotne i świetliste zarośla i lasy mieszane i liściaste, łąki. W klasyfikacji zbiorowisk roślinnych gatunek charakterystyczny dla O. Molinietalia. Kwiaty są przedprątne, zapylają je motyle.